# Finale du Championnat d'Europe de football 2016
La finale de l'Euro 2016 est la 15e finale du Championnat d'Europe organisé par l'UEFA. Ce match de football a eu lieu le dimanche 10 juillet 2016 au Stade de France de Saint-Denis, en France.
Elle oppose le Portugal à la France, hôte de la compétition. Au terme de la rencontre, le Portugal s'impose après prolongation sur le score d'un but à zéro, remportant son premier titre international et devenant le dixième vainqueur différent de l'Euro.
En tant que vainqueur de la finale, le Portugal est directement qualifié pour la Coupe des confédérations de 2017 en Russie.

## Avant-match

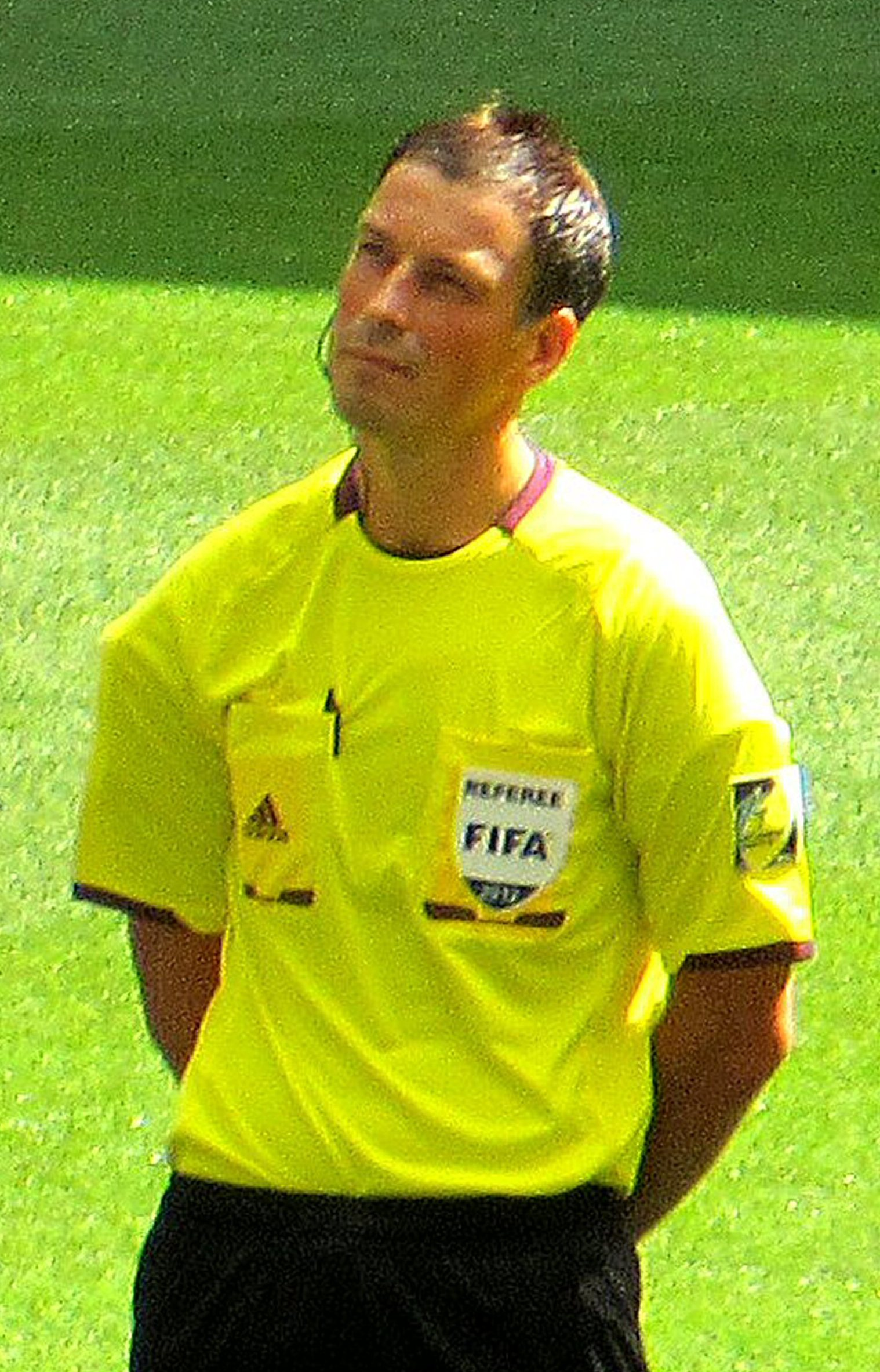
Mark Clattenburg, arbitre de la finale, qui vera la France s’incliner face au Portugal

La France dispute sa troisième finale de l'Euro après l'avoir remporté à domicile en 1984 et aux Pays-Bas en 2000, tandis que le Portugal dispute sa seconde finale après sa défaite à domicile en 2004.
L'équipe portugaise dispose de trois joueurs — Raphael Guerreiro, Anthony Lopes et Adrien Silva — nés Portugais sur le sol français. Tandis que le Français Antoine Griezmann est d'ascendance portugaise du côté maternel.

## Parcours des équipes
Note : dans les résultats ci-dessous, le score du finaliste est toujours donné en premier.
| Rang | Équipe   | Pts | J | G | N | P | Bp | Bc | Diff |
| ---- | -------- | --- | - | - | - | - | -- | -- | ---- |
| 1    | Hongrie  | 5   | 3 | 1 | 2 | 0 | 6  | 4  | +2   |
| 2    | Islande  | 5   | 3 | 1 | 2 | 0 | 4  | 3  | +1   |
| 3    | Portugal | 3   | 3 | 0 | 3 | 0 | 4  | 4  | 0    |
| 4    | Autriche | 1   | 3 | 0 | 1 | 2 | 1  | 4  | -3   |

| Rang | Équipe   | Pts | J | G | N | P | Bp | Bc | Diff |
| ---- | -------- | --- | - | - | - | - | -- | -- | ---- |
| 1    | France   | 7   | 3 | 2 | 1 | 0 | 4  | 1  | +3   |
| 2    | Suisse   | 5   | 3 | 1 | 2 | 0 | 2  | 1  | +1   |
| 3    | Albanie  | 3   | 3 | 1 | 0 | 2 | 1  | 3  | -2   |
| 4    | Roumanie | 1   | 3 | 0 | 1 | 2 | 2  | 4  | -2   |

## Match

### Résumé du match
Dans la nuit précédant la rencontre, le stade est envahi par des papillons de nuit (de l'espèce Autographa gamma), attirés par les lumières du stade, laissées allumées pour soigner la pelouse. Malgré l'utilisation d'aspirateurs pour s'en débarrasser, les joueurs ont été dérangés par ces papillons lors de la séance d'échauffement, et la rencontre a dû démarrer malgré leur présence remarquée durant toute la rencontre.
La France entame son match de manière conquérante et se procure plusieurs occasions, notamment par l'intermédiaire de Moussa Sissoko, face à une formation portugaise « timide » se reposant avant tout sur une défense regroupée et son gardien Rui Patrício, auteur de plusieurs arrêts décisifs, notamment face à Antoine Griezmann auteur d'une tête lobée en pleine course à la 10e. La blessure du capitaine portugais Cristiano Ronaldo, sur un tacle puissant de Dimitri Payet, contraint de céder sa place à Ricardo Quaresma dès la 25e minute de jeu, a pour effet l'installation d'un « faux rythme » avec une équipe de France dont le rythme décline progressivement après le début de rencontre et commençant à jouer de plus en plus prudemment, craignant une contre-attaque portugaise.
En deuxième période, les Bleus continuent de dominer sans parvenir à concrétiser malgré la rentrée de Kingsley Coman à la place de Dimitri Payet à la 58e minute redonnant de l'énergie à l'attaque française qui se procure des occasions par Olivier Giroud à la 75e ou encore Moussa Sissoko à la 85e minute. Le Portugal effectue quant à lui ses deux derniers changements avec les rentrées de João Moutinho à la place d'Adrien Silva à la 66e minute et d'Éder à la place de Renato Sanches à la 79e minute, tandis qu'Olivier Giroud cède sa place à André-Pierre Gignac côté français. Ce dernier est d'ailleurs l'auteur de la plus belle occasion française dans le temps additionnel de la deuxième période lorsque, après avoir éliminé Pepe d'un crochet, sa frappe échoue sur le poteau intérieur droit d'un Rui Patrício battu.
La prolongation voit s'effectuer un retournement de situation, avec un Portugal se montrant plus ambitieux face à une formation française fatiguée. Les joueurs portugais se procurent plusieurs occasions (arrêt d'Hugo Lloris à la 104e minute et coup franc de Raphaël Guerreiro échouant sur la barre transversale à la 108e minute). Ce dernier coup franc est décrié par la presse française, l'arbitre Mark Clattenburg sifflant une faute de Laurent Koscielny à l'entrée de la surface, l'avertissant dans la foulée, alors que le ralenti révèle une main d'Éder sous la pression du défenseur français. Deux minutes plus tard, Koscielny perd son duel contre Eder lorsque ce dernier, servi par João Moutinho, trouve le chemin des filets d'une frappe puissante de 25 mètres à ras de terre qui reste hors d'atteinte du gardien français, inscrivant l'unique but de la rencontre. En réponse à l'ouverture du score, Anthony Martial remplace Moussa Sissoko mais, tout comme le reste de son équipe, ne parvient pas à se créer d'occasions en fin de prolongation.

### Feuille de match
| Finale                                                  | Portugal              | 1 - 0 a. p.           | France | Stade de France, Saint-Denis                      |                                                   |
| 10 juillet 2016 · 21 h CEST · Historique des rencontres | ( Moutinho) Éder 109e | (0 - 0, 0 - 0, 0 - 0) |        | Spectateurs : 75 868 Arbitrage : Mark Clattenburg | Spectateurs : 75 868 Arbitrage : Mark Clattenburg |
| 10 juillet 2016 · 21 h CEST · Historique des rencontres | Rapport               |                       |        | Spectateurs : 75 868 Arbitrage : Mark Clattenburg | Spectateurs : 75 868 Arbitrage : Mark Clattenburg |

| Portugal | France |

| Portugal :      |    |                   |        |     |
|                 |    |                   |        |     |
| Gardien de but  | 1  | Rui Patrício      | 120+3e |     |
|                 | 3  | Pepe              |        |     |
|                 | 4  | José Fonte        | 119e   |     |
|                 | 5  | Raphaël Guerreiro | 95e    |     |
|                 | 7  | Cristiano Ronaldo |        | 25e |
|                 | 10 | João Mário        | 62e    |     |
|                 | 14 | William Carvalho  | 98e    |     |
|                 | 16 | Renato Sanches    |        | 79e |
|                 | 17 | Nani              |        |     |
|                 | 21 | Cédric            | 34e    |     |
|                 | 23 | Adrien Silva      |        | 66e |
| Remplaçants :   |    |                   |        |     |
|                 | 20 | Ricardo Quaresma  |        | 25e |
|                 | 8  | João Moutinho     |        | 66e |
|                 | 9  | Éder              |        | 79e |
| Sélectionneur : |    |                   |        |     |
| Fernando Santos |    |                   |        |     |

| France :         |    |                     |      |      |
|                  |    |                     |      |      |
| Gardien de but   | 1  | Hugo Lloris         |      |      |
|                  | 3  | Patrice Evra        |      |      |
|                  | 7  | Antoine Griezmann   |      |      |
|                  | 8  | Dimitri Payet       |      | 58e  |
|                  | 9  | Olivier Giroud      |      | 78e  |
|                  | 14 | Blaise Matuidi      | 97e  |      |
|                  | 15 | Paul Pogba          | 115e |      |
|                  | 18 | Moussa Sissoko      |      | 110e |
|                  | 19 | Bacary Sagna        |      |      |
|                  | 21 | Laurent Koscielny   | 107e |      |
|                  | 22 | Samuel Umtiti       | 80e  |      |
| Remplaçants :    |    |                     |      |      |
|                  | 20 | Kingsley Coman      |      | 58e  |
|                  | 10 | André-Pierre Gignac |      | 78e  |
|                  | 11 | Anthony Martial     |      | 110e |
| Sélectionneur :  |    |                     |      |      |
| Didier Deschamps |    |                     |      |      |

| Assistants : Simon Beck Jake Collin Quatrième arbitre : Viktor Kassai Arbitres assistants additionnels : Anthony Taylor Andre Marriner (en) Homme du match : Pepe |

## Statistiques
Les principales statistiques du match sont :
| Statistique         | Portugal | France |
| ------------------- | -------- | ------ |
| Buts                | 0        | 0      |
| Tirs                | 4        | 7      |
| Tirs cadrés         | 0        | 3      |
| Arrêts              | 3        | 1      |
| Possession de balle | 45%      | 55%    |
| Corners             | 2        | 3      |
| Fautes commises     | 2        | 2      |
| Hors-jeux           | 0        | 0      |
| Cartons jaunes      | 1        | 0      |
| Cartons rouges      | 0        | 0      |

| Statistique         | Portugal | France |
| ------------------- | -------- | ------ |
| Buts                | 0        | 0      |
| Tirs                | 2        | 10     |
| Tirs cadrés         | 1        | 4      |
| Arrêts              | 4        | 2      |
| Possession de balle | 48%      | 52%    |
| Corners             | 1        | 3      |
| Fautes commises     | 7        | 4      |
| Hors-jeux           | 0        | 1      |
| Cartons jaunes      | 1        | 1      |
| Cartons rouges      | 0        | 0      |

| Statistique         | Portugal | France |
| ------------------- | -------- | ------ |
| Buts                | 1        | 0      |
| Tirs                | 3        | 1      |
| Tirs cadrés         | 2        | 0      |
| Arrêts              | 0        | 1      |
| Possession de balle | 48%      | 52%    |
| Corners             | 2        | 3      |
| Fautes commises     | 3        | 7      |
| Hors-jeux           | 1        | 1      |
| Cartons jaunes      | 4        | 3      |
| Cartons rouges      | 0        | 0      |

| Statistique         | Portugal | France |
| ------------------- | -------- | ------ |
| Buts                | 1        | 0      |
| Tirs                | 9        | 18     |
| Tirs cadrés         | 3        | 7      |
| Arrêts              | 7        | 3      |
| Possession de balle | 47%      | 53%    |
| Corners             | 5        | 9      |
| Fautes commises     | 12       | 13     |
| Hors-jeux           | 1        | 2      |
| Cartons jaunes      | 6        | 4      |
| Cartons rouges      | 0        | 0      |

C'est la première fois dans l'histoire de l'Euro que la finale ne voit aucun but pendant le temps réglementaire, et la seconde fois qu'un pays hôte perd la finale (la première étant le Portugal lors de l'Euro 2004).
Avant cette défaite, la France était invaincue depuis 23 matchs en compétition officielle sur son sol (cinq à l’Euro 1984, sept au Mondial 1998, cinq à la Coupe des confédérations 2003 et six en 2016). Elle n'avait pas perdu un match de grande compétition à domicile depuis 20 454 jours. La dernière fois, c'était le 9 juillet 1960 contre la Tchécoslovaquie (0-2). De son côté, le Portugal n'avait plus battu les Bleus toutes compétitions confondues depuis 1975, soit 41 ans. Il restait même sur dix défaites consécutives, avant de mettre fin à cette série.
Antoine Griezmann devient le second joueur à perdre la même saison la finale de la Ligue des champions de l'UEFA et celle de l'Euro. Michael Ballack avait connu un enchaînement similaire en 2008. 
À 18 ans et 10 mois, Renato Sanches est le plus jeune Portugais à participer à une grande compétition internationale et à remporter l'Euro.
En passant de 16 à 24 équipes, l'Euro 2016 est la quatrième compétition majeure à utiliser le principe des meilleurs troisièmes, après les trois Coupes du monde disputées de 1986 à 1994. Comme l'Argentine en 1990 et l'Italie en 1994, le Portugal atteint la finale de la compétition en ayant terminé troisième de sa poule.

## Autour du match
En marge de la finale, la police a procédé à une cinquantaine d'interpellations, notamment près de la fan zone à Paris, aux abords du Stade de France (pour outrage, dégradations ou encore vente interdite à la sauvette). À Lyon, 9 personnes ont été placées en garde à vue pour des « violences, outrages, détention d'artifices ou encore entrave à l'intervention des secours ».
M6, diffuseur de la rencontre en France, a enregistré une audience de 20,8 millions de téléspectateurs devant la finale, soit son meilleur score historique, pour une part d'audience de 73 %, audience qui n'avait pas été aussi haute en France depuis la rencontre Portugal - France lors de la Coupe du monde 2006.
Paul Pogba déclara bien plus tard, juste après la demi-finale de la Coupe du monde 2018 remportée par la France, que lui et son équipe avait mal abordé le match, se considérant quasiment vainqueur de l'Euro après la demi-finale contre l'Allemagne, et qu'il (et son équipe) abordera alors la finale de la Coupe du monde 2018 en donnant tout sur le terrain et en considérant que tout reste à faire. La France remportera alors la Coupe du monde 2018, certains considérant alors que cette défaite en finale de l'Euro 2016 aidera alors l'équipe à remporter la Coupe du monde en 2018.
L'organiste Loïc Mallié a réalisé des improvisations à l'orgue sur ce match.